# Ertl (gmina)
Ertl – gmina w Austrii, w kraju związkowym Dolna Austria, w powiecie Amstetten, w rejonie Mostviertel. Według Austriackiego Urzędu Statystycznego liczyła 1 285 mieszkańców (1 stycznia 2014).